# Carmen (film, 1983)
Carmen  är en operafilm från 1983 regisserad av Claes Fellbom. 

## Handling
Filmen är ett kärleksdrama i 1820-talets Spanien med fyra personer inblandade, Carmen, Micaela, José och Escaillo.

## Om filmen
Filmen premiärvisades den 1 oktober 1983 på biograf Riviera i Stockholm. Sångarna sjöng på riktigt, i stället för playback som normalt används vid inspelning av operafilmer. Som förlaga har man Georges Bizets opera Carmen som uruppfördes i Paris 1875.

## Rollista i urval
- Anne-Marie Mühle - Carmen
- Sören Renulf - Don José
- Erling Larsen - Escamillo
- Gunnel Bohman - Micaela
- Staffan Rydén - löjtnant Zuniga
- Marianne Myrsten - Frasquita
- Catharina Olsson - Mercedes
- Carmen Lucena - flamencodansös
- Justo De Badajos - flamencogitarr
- Arild Helleland
- Jan van der Schaaf